# 1,7-dioxaspiro-5,5-undecano
El 1,7-dioxaspiro-5,5-undecano es un compuesto eterocíclico natural producido por las hembras de la mosca del olivo. Es el componente principal de la feromona sexual de esta especie y también se produce sintéticamente por la industria para su uso com atractivo de machos en los programas de control biológico y producción integrada.

## Ámbito de utilización
La feromona producida de forma sintética por la industria química puede ser fabricada tal cual o como un componente de trampas atrayentes.
Hasta la década de 1990 el uso de feromonas como atractivos sexuales de machos de mosca del olivo no era del todo efectivo ya fuese como uso en trampas de monitorización de las poblaciones o en captura masiva. Esta feromona se caracterizada por una elevada volatilidad, por ello después de 2-3 semanas ya se ha desprendido casi toda y pierde efectividad. Por esta razón era necesario reemplazarla frecuentemente, aproximadamente cada mes en técnicas de trampeo masivo.
A partir de la década de 1990 se mejoró la liberación de la feromona mediante la formulación de complejos con ciclodestrina, de modo que se obtenía una emisión más gradual, regular y persistente.
Attualmente il feromone è utilizzato come attrattivo sia nelle trappole per monitoraggio, dove ancora presenta una minore affidabilità rispetto alle trappole cromotropiche, sia nelle trappole per cattura massale, in combinazione con attrattivi alimentari, quali le proteine idrolizzate o un sale d'ammonio. Meno frequente è l'impiego del feromone come attrattivo in trappole chemio-fototropiche e, in ogni modo, limitato esclusivamente a scopi di monitoraggio.
Una prospettiva futura potrebbe essere l'impiego anche nella lotta biotecnica basata sulla confusione sessuale. Questa tecnica, adottata per altre specie, non dispone ancora di una sufficiente casistica per affermarne la validità nella lotta alla Bactrocera oleae.

## Impacto ambiental y toxicología
Le informazioni sugli effetti che il feromone ha sull'ambiente e sulla salute non sono ancora sufficienti a delinearne l'impatto. Dal punto di vista normativo il prodotto è in fase di valutazione perché interessato dalla quarta fase di applicazione della Direttiva UE n. 414 del 1991, pertanto è incluso nell'Allegato I del Regolamento UE n. 1112 del 2002.